# Jedlina (Lesná)

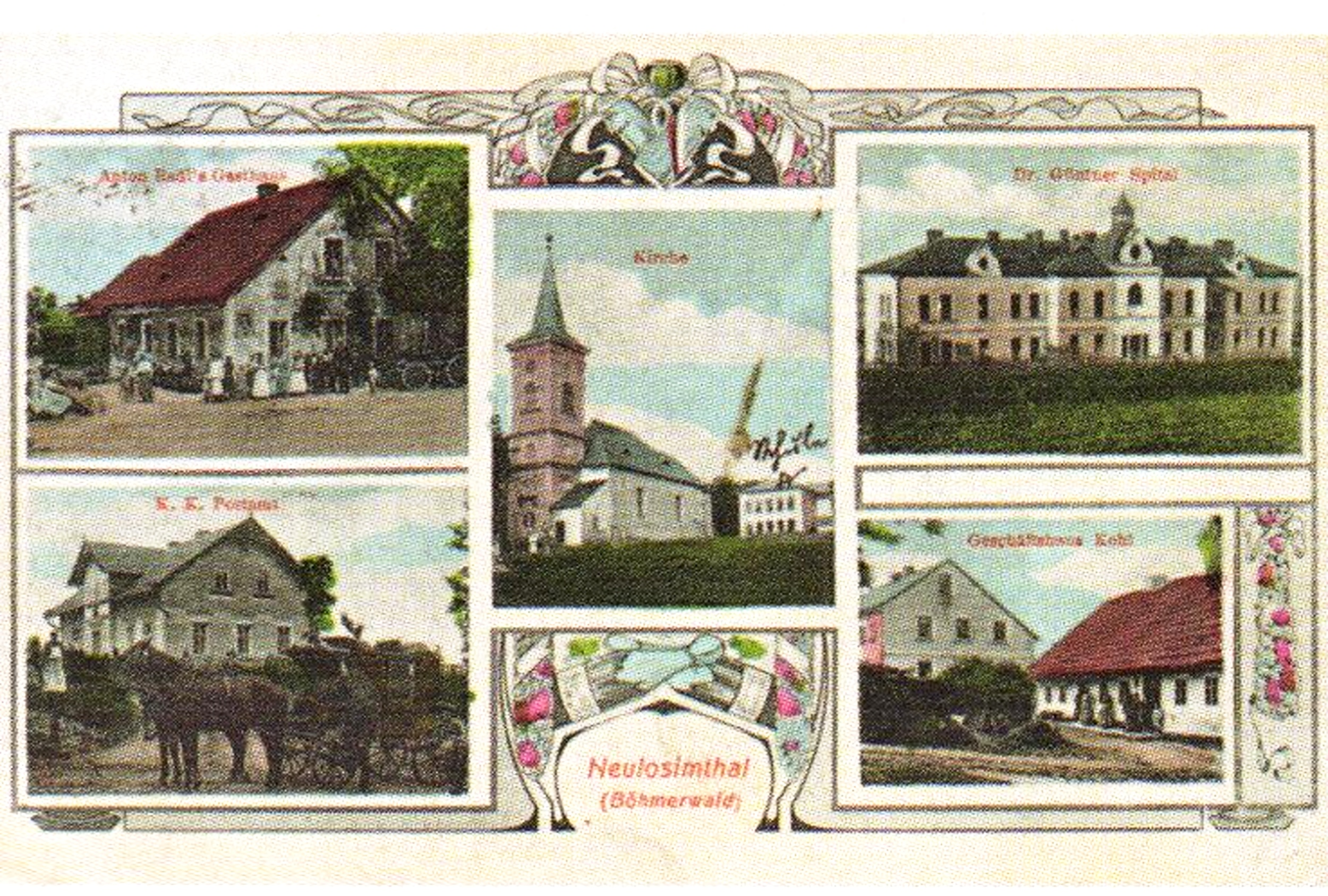
Ansichtskarte aus dem Jahr 1900

Jedlina (deutsch Neulosimthal, 1637 Donhausen, 1681 Neulosinthal, 1713 Neu Losenthal, 1720 Rosenthal, Neulosentheil, 1838 Losymthal, Rosymthal, 1921 Nový Losimtál, 1948 Jedlina) ist eine Wüstung in Tschechien. Ihr Katastergebiet mit einer Fläche von 1267,1846 ha gehört zur Gemeinde Lesná im Okres Tachov.

## Geographie
Jedlina lag in 680 m.ü.m.  etwa zwei Kilometer nördlich der Staatsgrenze zu Deutschland. Es erstreckte sich entlang der Bezirksstraße von Waldheim nach Roßhaupt zwischen den verschwundenen Dörfern Zahájí (Waldheim) und Hraničky (Reichenthal) gegenüber dem zur oberpfälzischen Gemeinde Georgenberg gehörigen Leßlohe. 

## Geschichte
Am 24. April 1626 waren mehrere Personen im Tachauer Amt vorstellig mit der Bitte, auf dem Gebiet des Obersten Johann Philipp Husmann Wälder zu roden und sich ansässig machen zu dürfen. Dies wurde bewilligt und dafür die Untertänigkeit verlangt. Die Erstsiedler waren Hans Mayer d. Ä., Kaspar Mayer, Sebastian Finnreser, Thomas Steiner, der Müller Kaspar Losner, Hans Pünder, Hans Mayer d. J. und Georg Wiedermann. Unter den Wirren des Dreißigjährigen Krieges litt die Ansiedlung sehr und verödete. 
10 Jahre später wurde dieser Ort von neuen Siedlern besetzt und „Neudonhausen“ genannt. In der Amtskanzlei Husmanns in Tachau leisteten sie am 14. Juni 1636 vor dem Kruzifix den Eid auf die Leibeigenschaft. Südwestlich von Neulosimthal trug bis zuletzt eine Häusergruppe den Namen Neudonhausen und war der ältere Teil des Dorfes.
Am 7. September 1664 ging durch Kauf die Herrschaft Tachau an Johann Anton Losi Graf von Losimthal über. Der Kaufpreis betrug 119.000 Rheinische Gulden zuzüglich 1.200 Rheinische Gulden Schlüsselgeld. Der Graf gab Neulosimthal seinen Namen. 
Nach der Aufhebung der Patrimonialherrschaften bildete Neulosimthal ab 1850 eine Gemeinde im Gerichtsbezirk Tachau. Ab 1868 gehörte der Ort zum Bezirk Tachau. 
1930 hatte die Gemeinde Neu Losimthal mit den Ortsteilen Kohlerhof (Kolerova Huť) und Neuhütte (Nová Huť) 620 Einwohner. Im Kernort Neu Losimthal wurden 93 Häuser mit insgesamt 530 Bewohnern Ort gezählt. Neu Losimthal hatte ein Postamt, eine Gendarmeriestation, vier Wirtshäuser zum Teil mit Fleischhauerei, mehrere Kolonialwarengeschäfte und eine Bäckerei. Arbeitsmöglichkeiten gab es in der Landwirtschaft, im Wald sowie in den umliegenden Hütten-, Schleif- und Polierwerken. Die Holzdrechslerei, das Korbflechten und Tätigkeiten in Bayern und Sachsen bildeten weitere Erwerbsquellen.
Die Gesamtfläche der Gemeinde betrug 1267 ha, wobei gemeindeeigener Grundbesitz nicht nennenswert war; es handelte sich hier um die Schule, das Armenhaus und bis zur Übernahme durch den Bezirk, das Dr. Güntner-Spital mit Beihaus. 
Die Gemeindevorsteher waren:
- Christoph Güntner
- Johann Wantner
- Wenzel Schwantner
- und stellvertretend Johann Dobner

Nach dem Münchner Abkommen wurde der Ort dem Deutschen Reich zugeschlagen und gehörte bis 1945 zum Landkreis Tachau. 1939 lebten in der Gemeinde 626 Personen. Nach dem Ende des Zweiten Weltkrieges kam Nový Losimtál zur Tschechoslowakei zurück. Im Jahre 1948 erhielt das Dorf den neuen Namen Jedlina.
Ursache des Untergangs war die Lage am Eisernen Vorhang. Die Zerstörung der Häuser erfolgte in den Jahren 1950–1960 aufgrund einer am 30. Juli 1948 erlassenen Verordnung des Innenministeriums der Tschechoslowakei. Sie betraf Grenzübergänge, alle Wege in Grenznähe und die Liquidierung von Bauten in einem etwa zwei Kilometer breiten Streifen entlang der Staatsgrenze.

## Kirchliche Verhältnisse
Gründungsdatum der Pfarrei Neulosimthal war der Februar 1787, zuvor gehörte das Gebiet von Neulosimthal zur Pfarrei Schönwald, die Waldheimer Dörfer hingegen zur bayerischen Expositur Neukirchen zu Sankt Christoph. Die Bewohner der Orte Skláře (Neuwindischgrätz), Zlatý Potok (Goldbach), Česká Ves (Böhmischdorf), České Nové Domky (Böhmisch Neuhäusel), Stoupa (Altpocher), Neu- und Altfürstenhütte, Háje (Leierwinkel), Zahájí (Waldheim) und Nová Huť (Neuhütte) waren nach hier eingepfarrt. Noch im gleichen Jahr wurde in einer Scheune eine Notkirche eingerichtet, die Pfarrkirche St. Anna wurde 1816 erbaut.
Auf dem Friedhof bestand eine Grablege der Familie von Malowetz mit einer 1943 erbauten Kapelle des böhmischen Landesheiligen Wenzel.

## Trivia
Es wird von einer Besonderheit aus Neulosimthal berichtet. Ein Bürger besaß ein Gewitterhorn (Trompetenschnecke, Kinthorn) mit der Aufschrift „Rom 1794“. Angeblich konnten durch Blasen des Horns heraufziehende Gewitter aufgehalten oder umgeleitet werden.

## Persönlichkeiten
Drei berühmte Söhne des Ortes gingen aus der Familie Güntner, Jedlina (Neulosimthal) Nr. 15, hervor:
- Johann Baptist Güntner (Ordensname Gabriel Güntner, 1804–1867), Theologe
- Franz Güntner (1812–1887), Mediziner
- Wenzel Güntner (1820–1896), Mediziner